# Nieuwe Vesting (Korfoe)

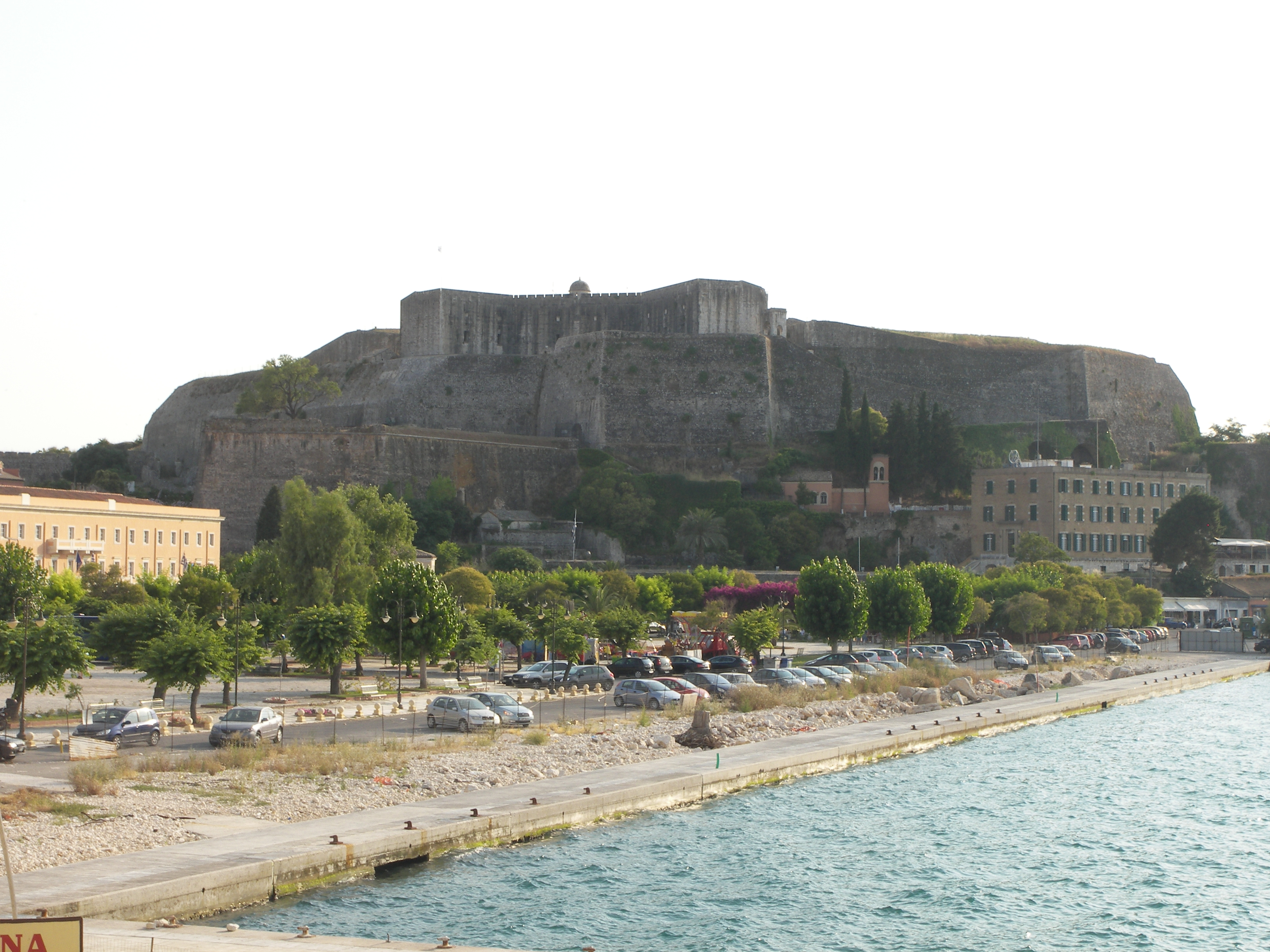
De Nieuwe Vesting gezien vanaf de oude haven

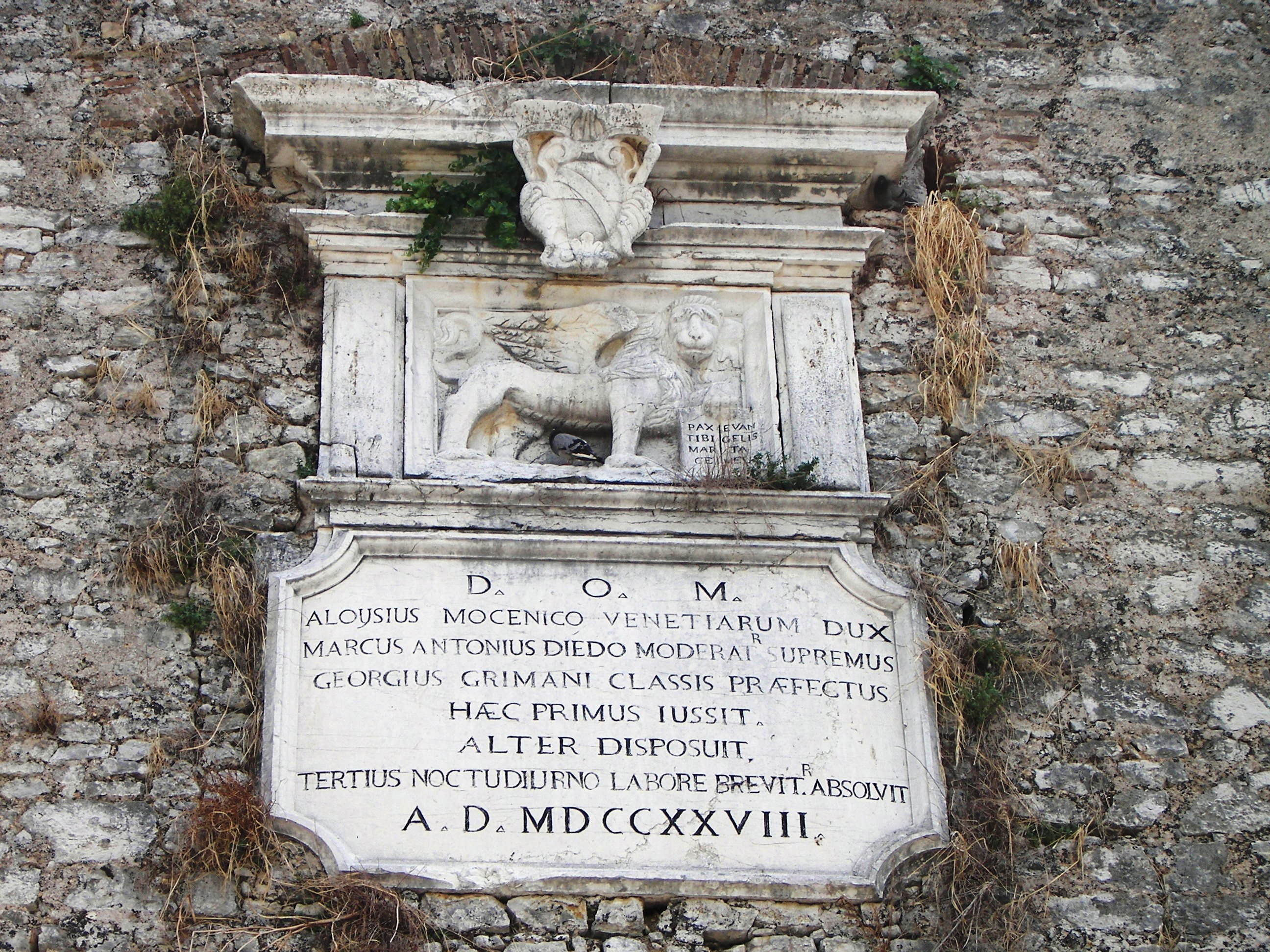
Venetiaanse opschriften met de Leeuw van Sint Marcus

De Nieuwe Vesting (Grieks: Νέο Φρούριο, Venetiaans: Fortezza Nuova) is een Venetiaans fort in de Griekse stad Corfu. Het fort ligt op de Sint-Marcusheuvel en werd gebouwd in verschillende stadia gespreid over de tijd. De huidige gebouwen binnen in het fort zijn gebouwd tijdens de Britse overheersing in de 19e eeuw. De naam Nieuwe Vesting is ontstaan door de vergelijking met het oudere fort, de Oude Vesting.
Op de top van de burcht staat er een stenen gebouw, dat tegenwoordig functioneert als het hoofdkwartier van de marinestation van Korfoe. De Venetiaanse fortificaties werden later uitgebreid door de Britten en de Fransen om het fort te beschermen tegen een mogelijke Turkse aanval. De fortificaties bestaan uit 700 stukken artillerie en een geschat bereik tot aan de Albanese kust.

## Oorsprong
In de nasleep van het Beleg van Korfoe in 1537 ontwikkelden de Venetianen plannen voor de uitbreiding van de fortificaties van de stad. Daarenboven, door een groot dodental onder de burgers zond het gemeentebestuur van Korfoe diplomatieke vertegenwoordigers naar Venetië om te klagen over het gebrek aan versterkingen voor de delen van de stad die buiten de muren van de middeleeuwse citadel lagen. Als antwoord begonnen de Venetianen te werken aan muren en fortificaties om de verdediging verder te versterken.
Om hun doelen te bereiken sloopten de Venetianen 2000 huizen in de buitenwijk San Rocco en bouwden nieuwe fortificaties en muren in de plaats. Nadat de werken afgerond waren, begon de constructie van de Nieuwe Vesting boven op de heuvel van Sint-Marcus als verdere versteviging en als brandpunt voor nieuwe fortificaties. De exacte datum van de bouw is niet bijgehouden maar verslagen berichten over tijdsperiodes van 1576/1577-1588 tot 1572-1645. Het startpunt van de werken is door de Korfiotische geschiedschrijver Katsaros vastgelegd op 1577. De aanleg van het fort zorgde voor een wijdere defensieve perimeter in samenwerking met de Oude Vesting.

## Architectonische details
De vesting is verdeeld in twee niveaus. Op het laagste niveau is er een gebouw met drie verdiepingen genoemd "Punta Perpetua" en een bastion met een vijfhoekige vorm. Binnen in het bastion is er een labyrint van gewelfde kamers, galerijen, ventilatieschachten en hellingen.
Het fort heeft twee barokke toegangspoorten. Aan de westelijke zijde bevindt zich een droge slotgracht, die over heel de lengte van de muren loopt, van aan de groentenmarkt tot de nieuwe haven.
het bouwwerk heeft twee bastions, waarvan er een het "Bastion van de Zeven Winden" wordt genoemd. Het heeft een breed zicht over de zee en de bergen van het vasteland van Griekenland. Onder het bastion bevindt zich een gebouw dat geconstrueerd werd door de Britten en dat als militaire barakken dienstdeed. Nu zijn er kunsttentoonstellingen en collecties, en is er ook plaats voor sociale evenementen.
Het bastion ligt 55 meter boven het zeeniveau en omvat verschillende structuren zoals waterkelders, kruitopslagplaatsen, artilleriekamers en ondergrondse hallen.

## Gouverneur van het fort
De gouverneurs van de Oude en Nieuwe Vesting werden verkozen door de Venetiaanse Senaat en kregen het mandaat voor een periode van twee jaar. Allebei de kapiteins werden ingezworen in de Senaat en deel van hun eed was nooit met elkaar te communiceren tijdens hun termijn. Deze maatregel werd ingevoerd voor veiligheidsredenen, opdat niet een van de gouverneurs de andere zou kunnen overtuigen om verraad te plegen tegenover de republiek.

## Afbraak van de fortificaties
De afweermiddelen aan de zee werden in 1864 afgebroken door de Britten, toen hun protectoraat tot een einde kwam en Korfoe deel werd van Griekenland. Ook werden tien de forten van de eilanden Avrami en Vido volledig afgebroken. Bij de sloop van het laatstgenoemde fort was de explosie zo sterk dat er ramen van huizen aan de zeezijde van Korfoe kapotsprongen.

## Bombardement
In 1923 werden de forten van de stad gebombardeerd door de Italiaanse luchtmacht in wat het "Incident van Korfoe" wordt genoemd. Griekse vluchtelingen van Anatolië werden op dat moment gehuisvest in de Nieuwe Vesting maar er vielen geen doden.